# Zone économique spéciale de Rasŏn
 (mai 2023).
Le contenu est difficilement compréhensible vu les erreurs de traduction, qui sont peut-être dues à l'utilisation d'un logiciel de traduction automatique.

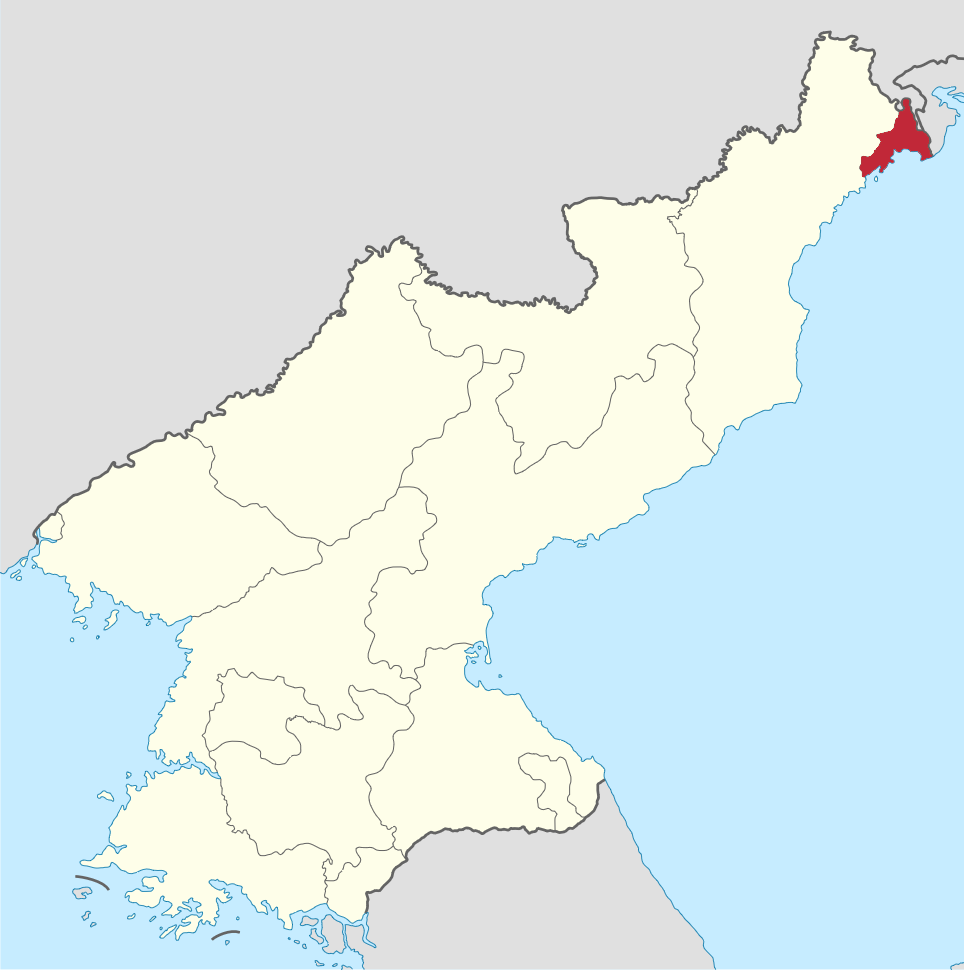
Localisation de la Zone économique spéciale de Rason

La zone économique spéciale de Rasŏn est une zone administrative spéciale de Corée du Nord créée en 1992, située à la zone frontalière chinoise (province de Jilin) et russe (kraï du Primorié) entre le Tumen et la mer du Japon.
Couvrant une superficie de 798 km2, cette zone a été créée en 1993 à la suite de la visite en octobre 1991 de Kim Il-sung en Chine, par séparation de la province du Hamgyŏng du Nord sous le nom de « Rajin-Sŏnbong », laquelle a été renommée « Rasŏn » en 2000, en combinant les premières syllabes des deux villes. Réintégrée dans le Hamgyong du Nord entre 2004 et 2009, cette zone a été relancée en 2010 avec le statut de « ville spéciale ».
Cette zone spéciale est divisée en deux sous-zones Rajin et Sŏnbong. Rasŏn dispose de 120 km de côte maritime, avec trois « grands ports » et est constituée pour 80 % de son territoire de montagne. La zone contient environ 200 000 personnes.
Cette zone spéciale a été installée à la suite d'une décision du Conseil d'administration de la Corée du Nord du 28 décembre 1991.
La zone économique a une ligne ferroviaire directe avec la Russie, relié au réseau ferroviaire sibérien de Russie, elle dispose aussi d'une réseau connecté avec la Chine,.
Cette zone représente la première désobéissance à l’objectif d’autosuffisance du pays.

## Historique

### Contexte de création
Compte tenu de sa localisation privilégiée à la frontière entre trois États (la Corée du Nord, la Chine et la Russie), la région de Rajin-Sonbong a obtenu le statut de zone économique spéciale pour attirer des investissements étrangers, et en est donc devenu la première du pays. C’est à la suite d’initiative comme les lois sur les investissements étrangers de 1984, qui ont échoué à faire venir des investisseurs extérieur, que la ZES a été créée.
Cette ZES a été créée en 1993 à la suite de la visite en octobre 1991 de Kim Il-sung en Chine.
Sa création s'inscrit dans le cadre du Projet de développement de la rivière Tumen (TREDA), un programme de financement de 30 milliards de dollars regroupant le PNUD, la Chine, les deux Corée, la Russie et la Mongolie pour créer une vaste zone attractive pour le commerce qui a toutefois des problèmes pour se réaliser. La zone économique de Rason offre des conditions spéciales aux étrangers jusqu'en 2025 pour faciliter leurs investissements dans le commerce international, l'industrie et le tourisme. Cependant, durant les 20 dernières années, cette zone n'a pas vraiment décollé à cause de l'absence d'investissements dans les infrastructures, des salaires peu intéressants en comparaison à ceux de la chine, de la mauvaise réputation du pays à honorer ses dettes, des coupures d'électricité et du manque de confiance des investisseurs,,. À cette époque, la seule source d'électricité était une centrale au charbon de 20 MWh située à Sonbong.

### Relance du développement avec la Chine et la Russie

#### Chine
La situation a changé ces dernières années en partie grâce à la volonté de la Chine de développer la province de Jilin qui avait été négligée pendant ces dernières décennies. Elle a lancé le plan Changjitu (Changchun-Jilin-Tumen) qui a pour objectif de doubler le PNB du Jilin entre 2008 et 2012 et de le quadrupler pour 2020, et investit massivement dans les infrastructures. Le Jilin étant enclavé à l'intérieur des terres, la zone de Rason constitue son débouché naturel sur la mer.

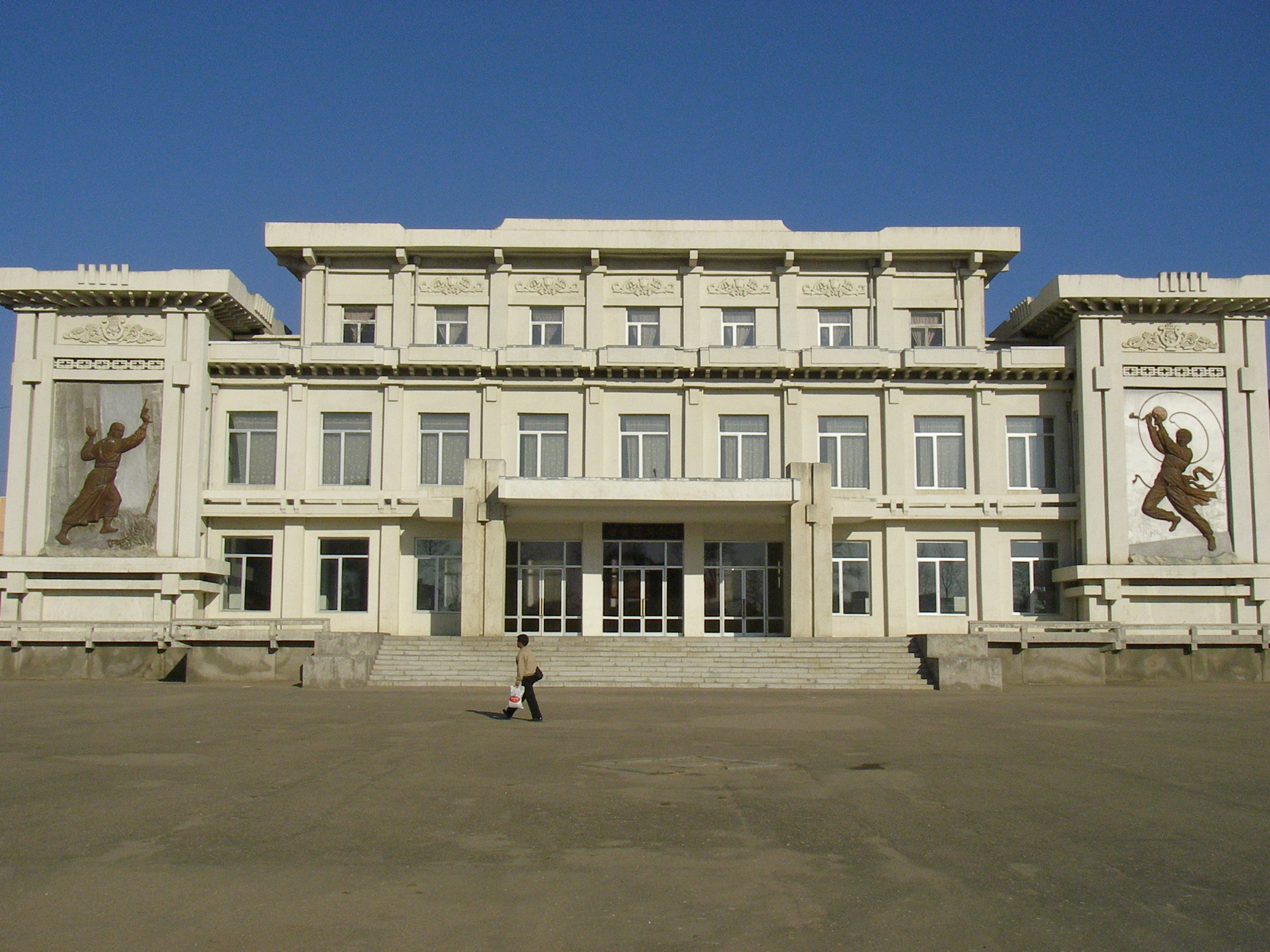
Un bâtiment de Sŏnbong

Ainsi, la route de 30 km reliant Rajin et Sŏnbong à la ville chinoise de Hunchun a enfin été goudronnée en 2011 sous la direction de compagnies chinoises. De même, elles ont pris une concession pour deux docks du port de Rajin, l'un pour le charbon, l'autre pour les conteneurs. Ce nouveau chemin facilite grandement le transport du charbon du Jilin vers la région de Shanghai. Rason a été aussi reliée au réseau électrique chinois.

#### Russie
Le troisième dock du port est pour 50 ans sous contrat d'une compagnie russe qui y a investi 1 milliard de dollars. Rason est reliée au réseau ferroviaire russe et cette voie est actuellement remise à niveau et adaptée à l'écartement utilisé en Russie.

### Événements
Depuis 2011, une foire internationale est organisée. La deuxième édition a rassemblé 110 entreprises venues de 11 pays. 

### Infrastructures
Les plus importantes institutions éducatives sont l'université du transport maritime de Rajin et l'université d'agriculture de Sonbong.
Au total, le port de Rajin, construit il y a 80 ans, peut traiter 3 millions de tonnes par an, celui de Sonbong, plutôt spécialisé sur le pétrole brut, 2 à 3 millions de tonnes. Ces deux ports en eau profonde ne gèlent pas en hiver et sont ouverts toute l'année. Unsang possède aussi un port pour le transport du bois (600 000 tonnes).
Rason possède la plus grosse raffinerie de pétrole de la Corée du Nord. Des usines appartenant à l'industrie alimentaire et textile ainsi que du bois et de la pêche se sont installées. 
Le salaire minimum a été fixé à 80 dollars par mois, un chiffre à comparer aux 167 dollars versés en Chine et aux 63,8 dollars versés sur le parc industriel intercoréen de Kaesong. 
Elle est administrée par le « Comité pour le développement de la coopération économique extérieure », interlocuteur de l'ensemble des entreprises étrangères souhaitant s'implanter dans la zone. 

## Zone économique et commerciale de Rason

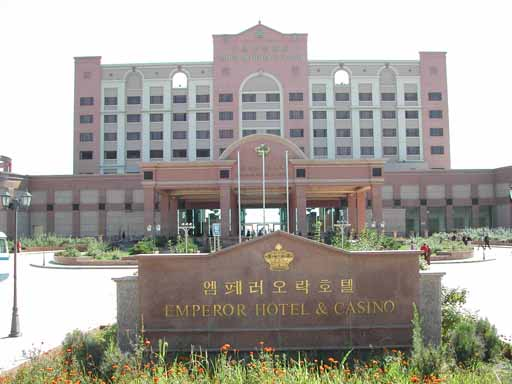
Le casino de Rajin

### Tourisme
Pour le tourisme et l'accueil des étrangers, la ville dispose d'un casino visant particulièrement la clientèle chinoise, installé dans l'hôtel Empereur. Une ligne de croisière touristique permettant de rejoindre les monts Kumgang est en cours de lancement. 

### Communication
Cependant, les communications restent difficiles. Bien que 20 % des Coréens de Rason aient un téléphone mobile, les étrangers n'ont pas le droit d'utiliser le même réseau et ne peuvent pas les appeler. De même, l'accès à Internet et aux appels téléphoniques vers l'étranger n'est toujours pas possible.

### Finance
Selon Naenara, la zone est une zone monétaire spécial, supervisé par une branche de la Banque centrale de Corée du Nord qui supervise et contrôle les institutions financières de la zone, qu'elles soient nord-coréennes ou étrangères. La zone a une politique particulière de taxation par rapport au reste du pays, du fait de l’existence d'entreprise étrangère.

### Infrastructures
Selon Naenara, la zone contient des établissements scolaire mais aussi l'Université de Rajin du transport maritime, l'Université de Sonbong d'agriculture et le Collège de Rajin pour le commerce.

### Ressources
Selon le média nord-coréen Naenara, la zone est riche de ressources souterraines comme la tourbe, le charbon, l'aluminium, le cristal et d'autres ressources. Selon le média nord-coréen Naenara, la zone est riche de ressources maritimes comme « l'oursin de mer, le concombre de mer, le calmar, les algues, les crabes, les crustacés et autres poissons, et de produits agricoles tels que le champignon Songi (Armillaria edodes) et de fougères ».
Selon le média nord-coréen Naenara, la zone est aussi une destination touristique.

### Organisation
Selon Naenara, la zone est supervisée par le Bureau de la coopération économique du Comité populaire municipal de Rason (Economic Cooperation Bureau of Rason Municipal People's Committee) qui est chargé des affaires économiques de la zone à travers le Comité de Gestion de la zone économique de Rason (Management Committee of the Rason Economic and Trade Zone), des investissements étrangers sur la zone, des démarches administratives pour l'implantation et la dissolution d'entreprises étrangères de la zone, pour l'entrée et la sortie de matériaux et matériel, et pour le développement de projets.

## Entreprises participantes dans la zone
En 2015, selon Naenara, il y avait 150 entreprises étrangères
- Rason Taehung Trading Company
- Suchaebong Fishery Enterprise
- Rason Haeyang Processing Trading Company
- Rason Mushroom Plant
- Sonbong Greenhouse Farm
- Sonbong Garment Factory
- Rason Youth Power Plant
- Rason Furniture Plant
- Northeast Asia Communications Company
- Rason International Co.
- Samdaesong Company
- Big Start-Profits (Rason) Co.
- Rason Grocery Plant
- Rason Sinhung Tobacco Company
- Rason Clean Energy Company